# Nit de l'Albada
La Nit de l'Albada (popularment dita de l'Albà) és un esdeveniment pirotècnic festiu que té lloc a la ciutat valenciana d'Elx cada 13 d'agost amb motiu de les festes patronals en honor de l'Assumpció de la Mare de Déu
El tret d'eixida té lloc a les 23 hores, quan des dels carrers, terrats i teulades elxanes es disparen contínuament castells de foc, que conformen un espectacle pirotècnic que cobrix el cel de la ciutat. Este acte és tradicional des de l'edat mitjana, quan les famílies llançaven un coet per cada fill que hagueren tingut, en agraïment a la Mare de Déu.
Cinc minuts abans de la mitjanit, l'Ajuntament talla el subministrament elèctric de l'enllumenat públic del centre, per a enfosquir la ciutat totalment. Uns quants minuts després, comença a escoltar-se l'Himne de la Coronació, del Misteri d'Elx, i ja a mitjanit i des de la Basílica de Santa Maria, es llança un castell de foc de milers de coets que pren forma de palmerar, s'alça a 300 metres i es desplega en un radi de 600 metres, il·luminant gran part de la ciutat, com si fora de dia, motiu del qual se'n diu "nit d'albà". Per a acabar, des de la torre de la basílica, es mostra una imatge de la Mare de Déu de l'Assumpció amb bengales mentre s'interpreta l'havanera "Aromes il·licitans".

## Guerra de carretilles
Després de la Nit de l'Albà, és tradició de menjar meló d'alger de matinada, o bé d'anar a fer guerra de carretilles (coets borratxos que en ser llançats s'eleven i amollen espurnes) en una zona assenyalada que abasta la Glorieta, el carrer Ample i el Passeig de les Eres de Santa Llúcia, on es permet esta activitat des de les dotze de la nit fins a les quatre de la matinada. Hi ha carretilles de diversos tipus temps i aturades, així trobem: de 4 aturades, 4 sense aturades, de "titaneo", de 8 sense aturades, 10 sense aturades i les carretilles valencianes de 12 sense aturades.
En estes guerres no hi ha regles i els participants es visten amb roba vella i van molt protegits per a no cremar-se, sovint amb roba que no bote foc ràpidament com ara gorres, passamuntanyes, ulleres. Per a més protecció, utilitzen cinta aïllant per a subjectar al cos els camals, les mànegues i qualsevol tipus d'obertura per on es poguera introduir una carretilla. Porten també una motxilla on guarden els coets que utilitzaran.
Abans d'arribar al centre, on es troba la zona de la "guerra", és tradicional que els carretillaires criden demanant aigua a la gent des de les balconades, alguns dels quals els responen llançant-ne amb poals plens.